# ばなにゃ
『ばなにゃ バナナにひそむにゃんこ』は、クーリアのキャラクターで、バナナの皮をむくと現れるネコ。デザイナーは長野明代。

## キャラクター
ばなにゃ
声 - 梶裕貴
主人公の白ネコ。脳天気でポジティブ。

### 第1期登場キャラクター
ばなにゃ子
声 - 村瀬歩
ばなにゃ界のマドンナ。周囲の♂のあこがれ。
とらばなにゃ
声 - 村瀬歩
虎柄。ばなにゃ子に片想いしている。
くろばなにゃ
声 - 梶裕貴
黒ネコ。グルメでジェントルマン。
けながばなにゃ
声 - 梶裕貴
毛がフサフサしている。ばなにゃ界のイケメン。
さばとらばなにゃ
声 - 村瀬歩
とらばなにゃの弟。しっかり者。
おやじばなにゃ
声 - 梶裕貴
最年長。シュガースポットを気にしている。
ベビーばなにゃ
声 - 村瀬歩
ばなにゃ界の赤ちゃん。バナナミルクが好き。
みけばなにゃ
声 - 梶裕貴
ミケの♂。隣の家に住む。いたずら好き。
たばなにゃたち
声 - 村瀬歩
ばなにゃの兄弟達でよく似ている。三本束になって擬態する。
ねずみ
声 - 村瀬歩
ばなにゃの仲良き友であるが、時には気まぐれに追いかけられる。
ナマステばなにゃ
声 - 梶裕貴
カレーの国からやってきた海外ばなにゃ。スーパーで遭遇する。
エリザベスばなにゃ
声 - 村瀬歩
有名なブランド農場で育った海外セレブばなにゃ。

### 第2期登場キャラクター
たれみみばなにゃ
声 - 村瀬歩
ばなにゃたちの妹的存在。「にゃがれぼし」が当たったバナナから誕生し、以後ばなにゃと行動を共にする。
しろくろばなにゃ
声 - 梶裕貴
ばなにゃの遊び仲間の一匹。好奇心旺盛。
ベンガルばなにゃ
声 - 梶裕貴
ばなにゃの遊び仲間の一匹。野生的で活発。
ラグドールばなにゃ
声 - 村瀬歩
ばなにゃの遊び仲間の一匹。
メインクーンばなにゃ
声 - 村瀬歩
ばなにゃの遊び仲間の一匹。たれみみばなにゃの誕生以前は、ばなにゃと共に行動する機会が多かった。
シャムばなにゃ
声 - 村瀬歩
ばなにゃの遊び仲間の一匹。
スコティッシュばなにゃ
声 - 村瀬歩
ばなにゃの遊び仲間の一匹。
マンチカンばなにゃ
声 - 梶裕貴
ばなにゃの遊び仲間の一匹。
ロシアンブルーばなにゃ
声 - 梶裕貴
少し臆病で人見知りのせいか当初は出番がなく、村の音楽フェスでの聴衆の一員として初登場の後から遊び仲間に加わっている。
長老ばなにゃ
声 - 梶裕貴
ばなにゃ界のまとめ役。拾った「にゃがれぼし」は長老の元に管理分配されるのが決まりだが、実情守られていない時も多い。
メイドばなにゃ
声 - 村瀬歩
長老の身の回りのお世話をしている。クールビューティー。
フラワーばなにゃ
声 - 村瀬歩
お花畑の手入れを日課としている。たれみみばなにゃにメロメロ。村の音楽フェスでは、たれみみばなにゃの伴奏を担当した。
ポリスばなにゃ
声 - 梶裕貴
ばなにゃ界の治安を守るコンビ。たれみみばなにゃにメロメロ。
保安官ばなにゃ
声 - 村瀬歩
ばなにゃ界の治安を守るコンビ、投げ縄が得意。たれみみばなにゃにメロメロ。
忍者ばなにゃ
声 - 村瀬歩
滝上で修行に励む忍者。ばなにゃとたれみみばなにゃを弟子に迎える。
科学者ばなにゃ
声 - 村瀬歩
研究室にこもって謎の研究をしている。ゾンビばなにゃを多数生み出した怪しいばなにゃ。
ゾンビばなにゃたち
声 - 梶裕貴
科学者ばなにゃの手伝いをする。ツギハギ柄の異なる個体が多数存在。見かけは怖いが世話好き。村のイベント運営の担い手としても多用される。
海賊ばなにゃ
声 - 梶裕貴
水辺と船が大好き。湖上で自らの船を駆り宝探しをしている。
ロボットにゃんこ
声 - 梶裕貴
ばなにゃが釣り上げた「にゃがれぼし」から誕生した。科学者ばなにゃの研究室で充電して以来、挙動がおかしくなっている。
メタルばなにゃ
声 - 村瀬歩
メイクの下の素顔は正統派イケメン。村の音楽フェスではメタルバンドのドラムで出演。
ヴァンパイアばなにゃ
声 - 梶裕貴
本来の毛色はグレーだが、白くメイクしている。村の音楽フェスではメタルバンドのボーカルとして出演。
エモばなにゃ
声 - 村瀬歩
前髪のクセ毛に苦労している。村の音楽フェスではメタルバンドのギターで出演。
レインボーばなにゃ
声 - 村瀬歩
不思議な力を持つという伝説のばなにゃ。星型のステッキを届けてもらったお礼に、ばなにゃの願い事を叶える。
ナイトレインボーばなにゃ
声 - 梶裕貴
レインボーばなにゃの双子の妹。月型のステッキを持ち、姉妹で伝説の力を使う。

### コラボレーション
ひめばなにゃ
アメリカ合衆国のアニメ配信サービス「クランチロール」のマスコットキャラクター「Crunchyroll-Hime」がモチーフ。公式Twitterでコラボイラストとして発表された。

## テレビアニメ
第1期は、2016年7月から9月までテレ玉、サンテレビにて放送された。ナレーション（ばなにゃ研究者）は蛭子能収が担当。また、その蛭子が以前在住していた埼玉県所沢市が制作協力としてクレジットされている。ばなにゃ達はとある所沢市内の民家でバナナに擬態して住み込む生き物（みけばなにゃのみ隣家に居住）とされ、人がいない時にこっそり遊んだり、いたずらしたりする様子を「ばなにゃ研究者」が観察する視点で展開する。
第2期『ばなにゃ ふしぎななかまたち』は、2019年10月から12月までテレビ東京系列「きんだーてれび」火曜日枠にて放送された。ナレーションは優木かな。主人公を除くキャラクターと舞台設定が一新され、ばなにゃ達は地球からごく近くに位置する小さな星で誕生し生活している生き物となった。地球（劇中では「空のまんまる」と呼称）からは様々な品が「にゃがれぼし」として飛来し、これらにばなにゃ達がユニークな反応を示していく。
また、ばなにゃたちの台詞は「にゃ」のみであり、キャラクターたちの声を当てた梶裕貴は、演じ分けなどが大変だったが普段とは異なる表現に挑戦できて楽しかったとB's-LOGとのインタビューの中で話している。

### スタッフ
- 原作 - クーリア
- キャラクター原案 - 長野明代（第2期はキャラクターデザイン名義）
- 監督 - 矢立きょう
- 作画監督 - 三田潤（第2期はアニメーションキャラクターデザインを兼任）
- メインアニメーター - 市川雅也（第1期）
- 美術監督・デザインワークス - 菊池美智代（第1期）→後藤しずか（第2期）
- 美術 - 山田ヨシノブ（第1期）
- 撮影監督・編集 - 横枕洸一
- 音響監督 - 阿部信行
- 音響制作 - ダックスプロダクション
- 音楽 - 立山秋航
- サウンドミキサー - 佐藤敦、平田圭（第1期）
- 音響効果 - 高梨絵美
- 音響制作担当 - 中村光（第1期）→何幸遥（第2期）
- 音楽制作 - トムス・ミュージック
- 音楽プロデューサー - 橋本彩子
- クリエイティブプロデューサー - 鈴木常泰（第1期）
- アニメーションプロデューサー - 清水香梨子、久保雄輔（第2期）
- プロデューサー - 林郁美、長谷川和彦（第1期）→友部将大、佐々木彩佳理（第2期）
- アニメーション制作 - ギャザリング、トムス・エンタテインメント（第2期）
- アニメーション制作協力 - トムス・エンタテインメント（第1期）→レスプリ（第2期）
- 協力 - 所沢市（第1期）
- 製作 - ばなにゃぱ〜とな〜ず（第1期）→ばなにゃふれんず（第2期）

### 主題歌
第1期エンディングテーマ「ラッキーホリデー」
作詞 - 渡辺光彦 / 作曲・編曲 - 鈴木智貴 / 歌 - AXELL with ばなにゃ（梶裕貴）
第2期第7話では、たれみみばなにゃ（村瀬歩）歌唱によるステージ曲として使用された。

### 各話リスト
| 話数   | サブタイトル                 | 脚本・絵コンテ・演出 | 作画監督 | ばなにゃ図鑑                        |
| ------ | ---------------------------- | -------------------- | -------- | ----------------------------------- |
| 第1話  | ばなにゃ、にゃ               | たかたまさひろ       | 三田潤   | ばなにゃ                            |
| 第2話  | ばなにゃ、なかまたちにゃ     | たかたまさひろ       | 三田潤   | ばなにゃ子                          |
| 第3話  | ばなにゃ、てれびにゃ         | たかたまさひろ       | 三田潤   | ベビーばなにゃ                      |
| 第4話  | ばなにゃ、ねずみにゃ         | 矢立きょう           | 三田潤   | とらばなにゃ                        |
| 第5話  | ばなにゃ、れいぞうこにゃ     | 矢立きょう           | 三田潤   | おやじばなにゃ                      |
| 第6話  | ばなにゃ、おでかけにゃ       | 矢立きょう           | 三田潤   | ナマステばなにゃ エリザベスばなにゃ |
| 第7話  | ばなにゃ、まよなかにゃ       | たかたまさひろ       | 三田潤   | くろばなにゃ                        |
| 第8話  | ばなにゃ、のらねこにゃ       | たかたまさひろ       | 三田潤   | けながばなにゃ                      |
| 第9話  | ばなにゃ、ばするーむにゃ     | 三田潤               | 三田潤   | たばなにゃ                          |
| 第10話 | ばなにゃ、ふうせんにゃ       | 三田潤               | 三田潤   | さばとらばなにゃ                    |
| 第11話 | ばなにゃ、おさんぽにゃ       | 矢立きょう           | 三田潤   | みけばなにゃ                        |
| 第12話 | ばなにゃ、おひるねにゃ       | 矢立きょう           | 三田潤   | ねずみ                              |
| 第13話 | ばなにゃ、おたんじょうびにゃ | 矢立きょう           | 三田潤   | 全員集合                            |

| 話数   | サブタイトル                      | 脚本           | 絵コンテ・演出 | 作画監督 | エンディング画                                             |
| ------ | --------------------------------- | -------------- | -------------- | -------- | ---------------------------------------------------------- |
| 第1話  | ばなにゃとなかまたち にゃ         | たかたまさひろ | 矢立きょう     | 三田潤   | ばなにゃ                                                   |
| 第2話  | ばなにゃとにゃがれぼし にゃ       | たかたまさひろ | 矢立きょう     | 三田潤   | 長老ばなにゃ メイドばなにゃ                                |
| 第3話  | ばなにゃとたれみみばなにゃ にゃ   | たかたまさひろ | 矢立きょう     | 三田潤   | たれみみばなにゃ                                           |
| 第4話  | ばなにゃとにんじゃしゅぎょう にゃ | たかたまさひろ | 矢立きょう     | 三田潤   | 忍者ばなにゃ                                               |
| 第5話  | ばなにゃとなぞのやかた にゃ       | たかたまさひろ | 矢立きょう     | 三田潤   | 科学者ばなにゃ ゾンビばなにゃＡ                            |
| 第6話  | ばなにゃとロボットにゃんこ にゃ   | たかたまさひろ | 矢立きょう     | 三田潤   | 海賊ばなにゃ ロボットにゃんこ                              |
| 第7話  | ばなにゃとおんがく にゃ           | たかたまさひろ | 矢立きょう     | 三田潤   | メタルばなにゃ ヴァンパイアばなにゃ エモばなにゃ           |
| 第8話  | ばなにゃとおしゃべり にゃ         | たかたまさひろ | 矢立きょう     | 三田潤   | フラワーばなにゃ ポリスばなにゃ 保安官ばなにゃ             |
| 第9話  | ばなにゃとおまつり にゃ           | たかたまさひろ | 矢立きょう     | 三田潤   | シャムばなにゃ ベンガルばなにゃ ラグドールばなにゃ         |
| 第10話 | ばなにゃとあこがれのまんまる にゃ | たかたまさひろ | 矢立きょう     | 三田潤   | しろくろばなにゃ スコティッシュばなにゃ マンチカンばなにゃ |
| 第11話 | ばなにゃとおとしもの にゃ         | たかたまさひろ | 矢立きょう     | 三田潤   | ロシアンブルーばなにゃ メインクーンばなにゃ                |
| 第12話 | ばなにゃとでんせつのばなにゃ にゃ | たかたまさひろ | 矢立きょう     | 三田潤   | レインボーばなにゃ ナイトレインボーばなにゃ                |
| 第13話 | ばなにゃとまんまるのせかい にゃ   | たかたまさひろ | 矢立きょう     | 三田潤   |                                                            |

### 放送局
| 放送期間               | 放送時間           | 放送局     | 対象地域 | 備考     |
| ---------------------- | ------------------ | ---------- | -------- | -------- |
| 2016年7月4日 - 9月26日 | 月曜 20:55 - 21:00 | テレ玉     | 埼玉県   | 製作参加 |
| 2016年7月9日 - 10月1日 | 土曜 14:55 - 15:00 | サンテレビ | 兵庫県   |          |

| 放送期間                 | 放送時間         | 放送局         | 対象地域 | 備考 |
| ------------------------ | ---------------- | -------------- | -------- | ---- |
| 2019年10月1日 - 12月24日 | 火曜 7:30 - 7:35 | テレビ東京系列 |          |      |